# Naturstraße

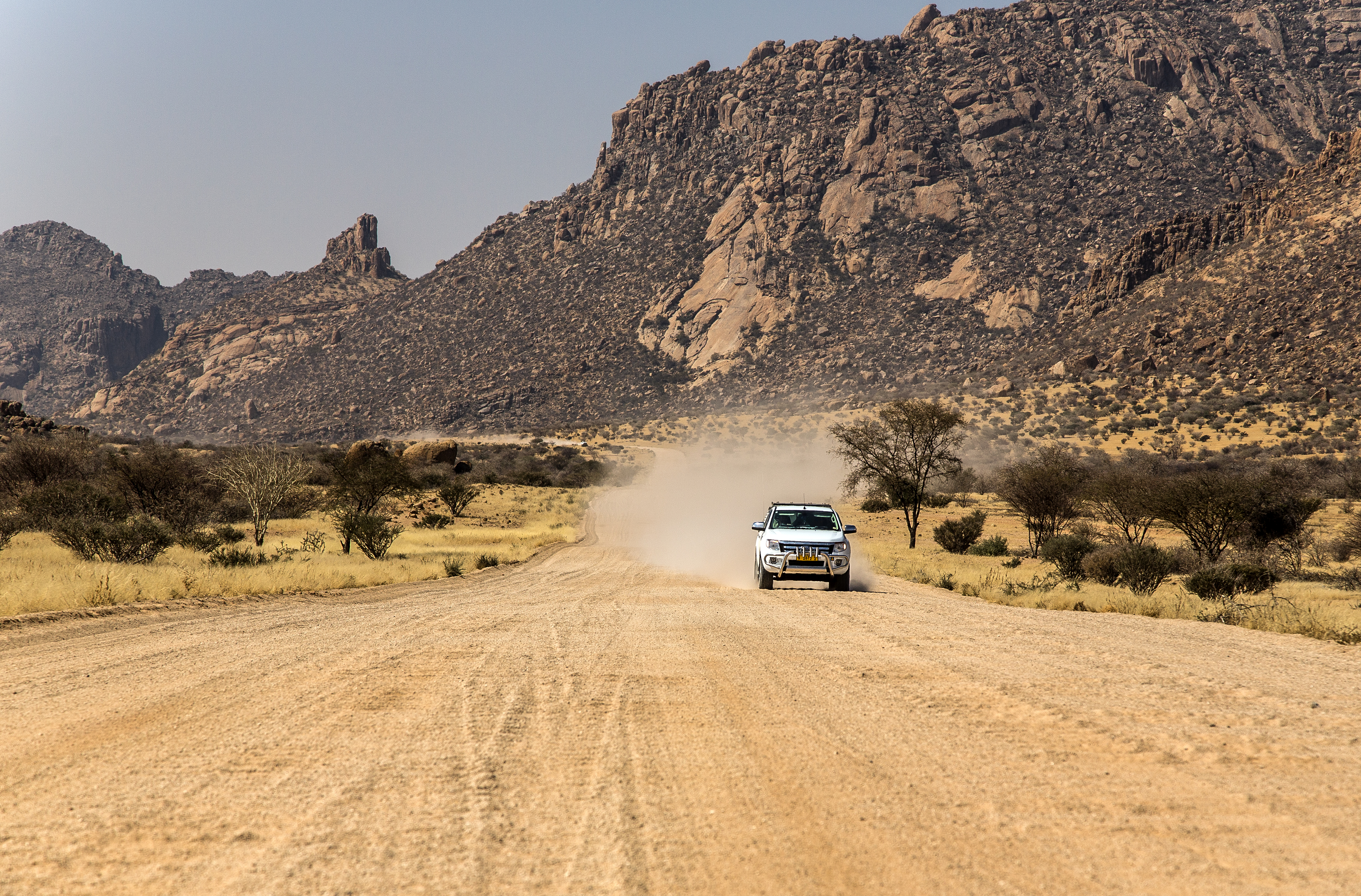
Sandpiste in der Region Erongo/Namibia

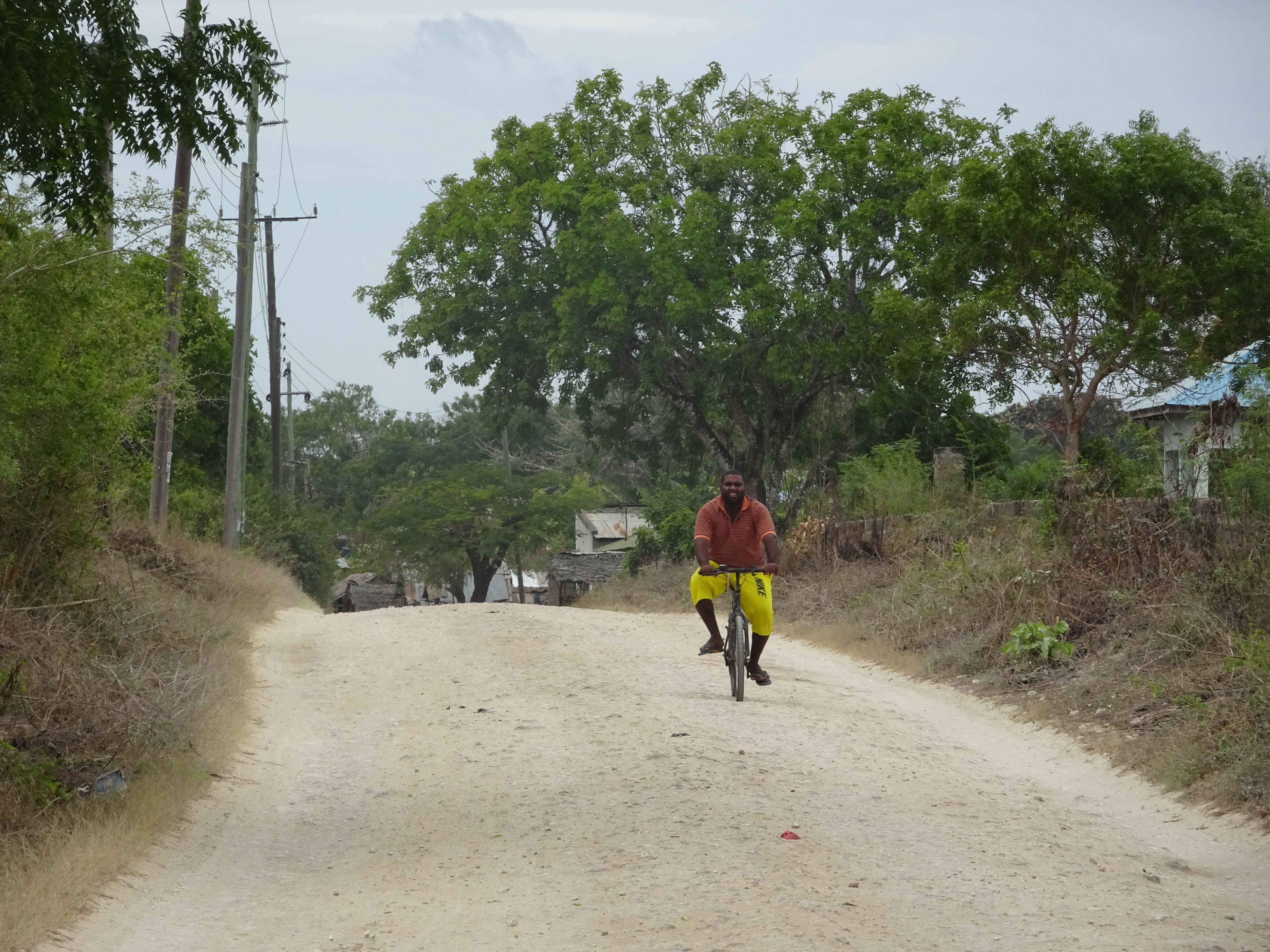
Schotterpiste in Bagamoyo/Tansania

Als Naturstraße (Piste; englisch dirt road) wird im Straßenverkehr der Ausbauzustand einer Straße bezeichnet, bei dem das Baumaterial des Oberbaus mit dem des Unterbaus übereinstimmt.

## Allgemeines
Ihr wurde beim Straßenbau kein besonderer Straßenbelag (Asphalt, Beton, Schotter, Straßenpflaster oder Makadamisierung) hinzugefügt. Sie ist deshalb die Straßenkategorie mit dem schlechtesten Ausbauzustand. Wird die Naturstraße von Kraftfahrzeugen befahren, so wird Staub, der nicht durch Staubfreimachung beseitigt werden kann oder Matsch aufgewirbelt, und es entsteht gegebenenfalls Steinschlag, der andere Verkehrsteilnehmer gefährden kann. Die Befahrbarkeit der Straße hängt stark von der aktuellen Witterung ab. Der Zustand der Straße kann sich deshalb stündlich ändern. Dürre erhöht die Staubintensität, Überschwemmung kann die Straße unpassierbar machen, durch Sturzflut kann eine Straße in einen reißenden Fluss verwandelt werden.
Die Schotterstraße ist keine Naturstraße im engeren Sinn, da Schotter als Straßenbelag genutzt wird und meist ein anderer Unterbau als Schotter (Geröll) vorhanden ist.

## Art des Oberbaus
Die USDA Soil Taxonomy hat ein Bodenklassifikationssystem (englisch soil taxonomy) herausgegeben, das verschiedene Bodenarten unterscheidet. Auf diesen Bodenarten befinden sich Naturstraßen:
| Bodenart   | Definition                                                                                                 | Verbreitungsgebiet                            |
| ---------- | --- | --------------------------------------------- |
| Alfisol    | hohe Tonanreicherung im Unterboden und hohe Basensättigung                                                 | gemäßigte Klimazone                           |
| Andisol    | Böden mit Allophanen oder Aluminium-Humus-Komplexen                                                        | gemäßigte Klimazone                           |
| Aridisol   | Wüstenböden                                                                                                | Tropen und Subtropen                          |
| Entisol    | sehr junge Böden mit wenig erkennbarer Horizontierung                                                      | gemäßigte Klimazone                           |
| Gelisol    | Permafrost in maximal zwei Metern Tiefe                                                                    | boreale Zone und polare Zone                  |
| Histosol   | verfügen über mächtige organische Horizonte wie Moor- und Sumpfboden                                       | kühlfeuchtes Klima                            |
| Inceptisol | junge Böden, die eine gewisse Bodenentwicklung aufweisen                                                   | weltweit                                      |
| Mollisol   | mineralische Oberböden, die dunkel und relativ humusreich sind mit hoher Basensättigung                    | trockene Mittelbreiten mit Steppenklima       |
| Oxisol     | stark verwitterte Böden, von Kaolinit und Oxiden dominiert, nährstoffarm und durch Hämatit oft rot gefärbt | Tropen                                        |
| Spodosol   | Anreicherung von Aluminium, Eisen und Humus im Unterboden                                                  | kühlfeuchtes Klima                            |
| Ultisol    | Tonanreicherung im Unterboden und eine niedrige Basensättigung                                             | Tropen und Subtropen                          |
| Vertisol   | hoher Gehalt an quell- und schrumpffähigen Tonmineralen                                                    | Wechselfeuchte Tropen und gemäßigte Klimazone |

Die Einschränkung der meisten Bodenarten auf bestimmte Klimazonen bedeutet auch, dass Naturstraßen mit diesem Belag nur dort vorkommen können.

## Charakteristika

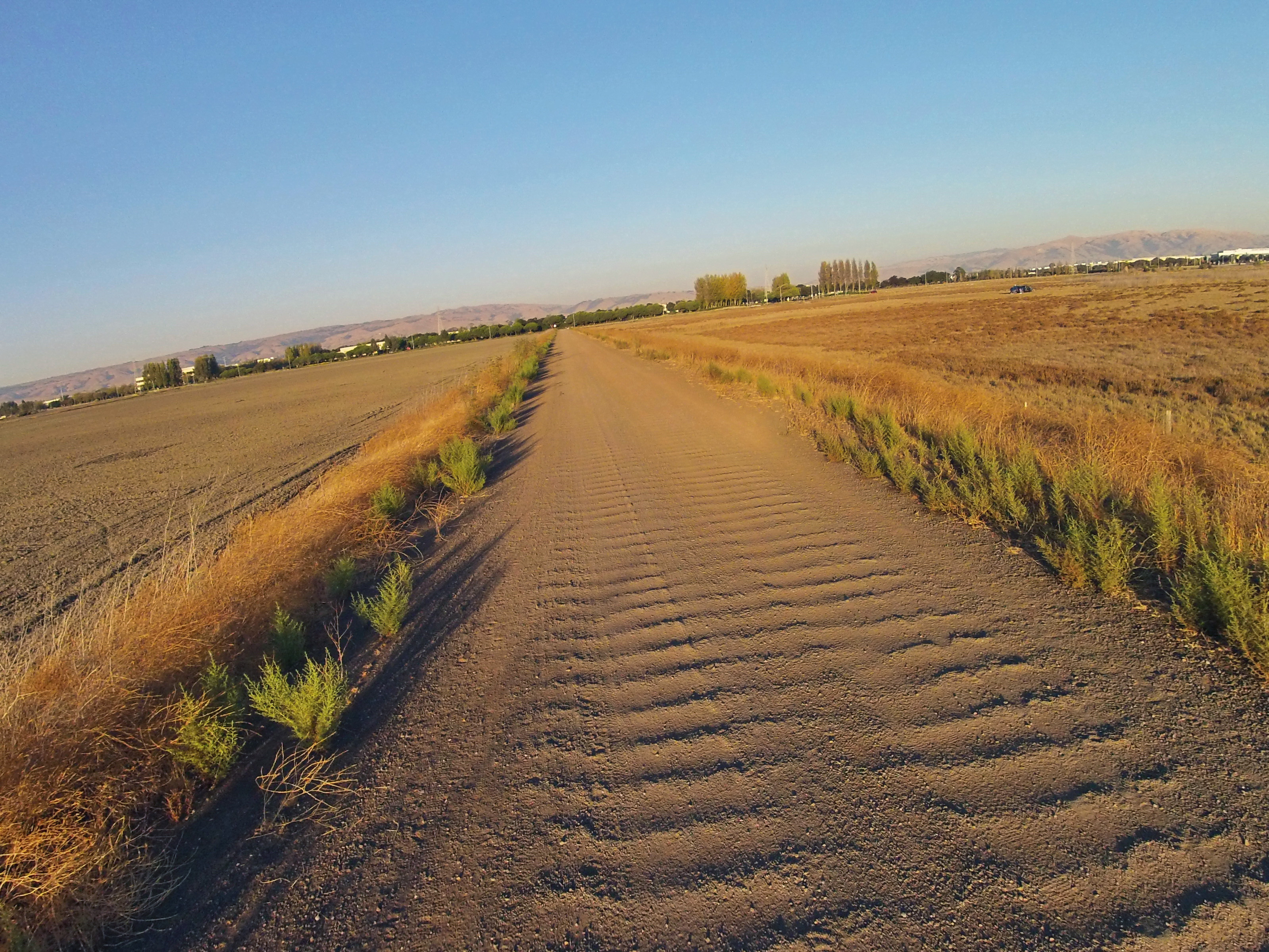
Typisches Wellblechprofil auf einer Naturstraße in Fremont/Kalifornien

Erscheinungsformen des Straßenbelags sind Felsen, Lehm (englisch black cotton soil), Sand oder Laterit. Wird dieser Straßenbelag durch Straßenbau für den Verkehr befahrbar gemacht, spricht man von einer Piste, ohne diese Behandlung wird die Straße als Naturstraße bezeichnet. Ständiger Verkehr verursacht durch die Autoreifen tief eingegrabene Spurrinnen (englisch galleys) und – in den Tropen und Subtropen – Wellblechprofile (englisch corrugations), die vor allem durch Landmaschinen und Schwerlastverkehr verursacht werden.
Naturstraßen finden sich im Regelfall außerhalb gemäßigter Zonen, insbesondere in den Tropen, Subtropen und in den polaren/subpolaren Zonen. Naturstraßen sind typisch für die zweite, dritte und vierte Welt und kennzeichnen dort eine schwach ausgebaute Verkehrsinfrastruktur. In der ersten Welt kommen sie als Forstweg oder Wirtschaftsweg vor und dienen nicht dem öffentlichen Verkehr (Privatstraße). Meist sind Naturstraßen nur mit einem Geländefahrzeug befahrbar, wofür ein spezielles fahrerisches Know-how (englisch safari driving) erforderlich ist.

## International
Nach der Definition im niederösterreichischen Straßengesetz ist eine Naturstraße eine öffentliche Straße, deren Fahrbahn aus Gründen ihrer geringen Verkehrsbedeutung oder der Ökologie nicht staubfrei gemacht wird (§ 4, Ziff. 4 NÖ Straßengesetz 1999). In der Schweiz ist die „Naturstrasse“ im Hinblick auf den Ausbauzustand ein 4. Klasse-Fahrweg, der gegebenenfalls in der Mitte Grasbewuchs aufweisen kann.
In Alaska ist der Dalton Highway von Fairbanks nach Deadhorse überwiegend (69 %) eine Schotterstraße (englisch gravel road), wegen des intensiven Schwerlastverkehrs ist er auch eine Wellblechpiste. In Kanada gehört unter anderem der Dempster Highway zu den Naturstraßen. In diesen Ländern fehlt es nicht an Staatsfinanzen, um diese Straßen zu asphaltieren, sondern die extreme Witterung sorgt während des strengen Winters für massive Frostaufbrüche. In Brasilien helfen Traktoren an besonders neuralgischen Stellen auf der Transamazônica (BR-230) oder der BR-319, im tiefen Schlamm steckengebliebene Fahrzeuge zu befreien. In Namibia – einem Wüstenstaat – wird der Wüstenboden mit einer Walze bei Bedarf geplättet (afrikaans geschreppte Pad, „gewalzter Weg“).